# Дазипогоновые
Дазипого́новые (лат. Dasypogonaceae) — семейство однодольных цветковых растений.
В системе классификации APG IV (2016) семейство включается в порядок Пальмоцветные (Arecales). В системе классификации APG II (2003) семейство не включено в какие-либо порядки, но включено в группу коммелиниды (commelinids). Ранее роды этого семейства обычно включались в семейство Ксанторреевые (Xanthorrhoeaceae).

## Таксономия
Семейство эндемично для Австралии; включает 16 видов в 4 родах. Наиболее известный вид — Kingia australis.
Список родов согласно Angiosperm Phylogeny Website (январь 2009):
- Baxteria R.Br. — Бакстерия
- Calectasia R.Br.
- Dasypogon R.Br. — Дазипогон
- Kingia R.Br. — Кингия